# توماس فارل (ژنرال)
توماس فارل (انگلیسی: Thomas Farrell؛ زاده ۳ دسامبر ۱۸۹۱ درگذشته ۱۱ آوریل ۱۹۶۷) یک فرد نظامی بود.